# Karlheinz Stockhausen
Karlheinz Stockhausen (Kerpen, 22 agosto 1928 – Kürten, 5 dicembre 2007) è stato un compositore tedesco. Viene riconosciuto dalla critica, salvo qualche controversia, come uno dei compositori più all'avanguardia del XX secolo. È conosciuto per il suo lavoro sulla musica elettronica, sull'alea nella composizione seriale, sulla musica intuitiva e sulla spazializzazione in musica.
Karlheinz Stockhausen compì gli studi alla Hochschule für Musik Köln di Colonia e, successivamente, alla Università di Colonia. Più tardi studiò con Olivier Messiaen a Parigi e con Werner Meyer-Eppler alla Rheinische Friedrich-Wilhelms-Universität Bonn. Fu una delle figure più carismatiche della Darmstadt School e le sue teorie sulla composizione furono e sono ancora oggi seminali non solo fra i compositori di musica contemporanea, ma anche nel jazz e nella musica popolare. Il suo lavoro, che si estende in oltre sessant'anni, travalica i moduli tradizionali. Oltre alla musica elettronica, la sua sperimentazione comprende composizioni per carillon, strumenti solisti, canzoni, musica da camera, musica corale, musica orchestrale ed operistica. Il suo lavoro come teorico e saggista comprende 10 volumi. Ricevette inoltre numerosi premi per le sue composizioni, le sue registrazioni e per le vendite della sua casa di produzione.
Alcune delle sue composizioni degne di nota sono una serie di 19 Klavierstücke, Kontra-Punkte per 10 strumenti, la composizione elettronica/concreta Gesang der Jünglinge im Feuerofen, Gruppen per tre orchestre, il solo di percussioni dal titolo Zyklus, Kontakte, la cantata Momente, il concerto elettronico dal titolo Mikrophonie I, Hymnen, Stimmung per sei cantanti, Aus den sieben Tagen, Mantra per due piani ed elettronica, Tierkreis, Inori per solista ed orchestra ed il gigantesco ciclo operistico dal titolo Licht.

## Biografia

### Infanzia

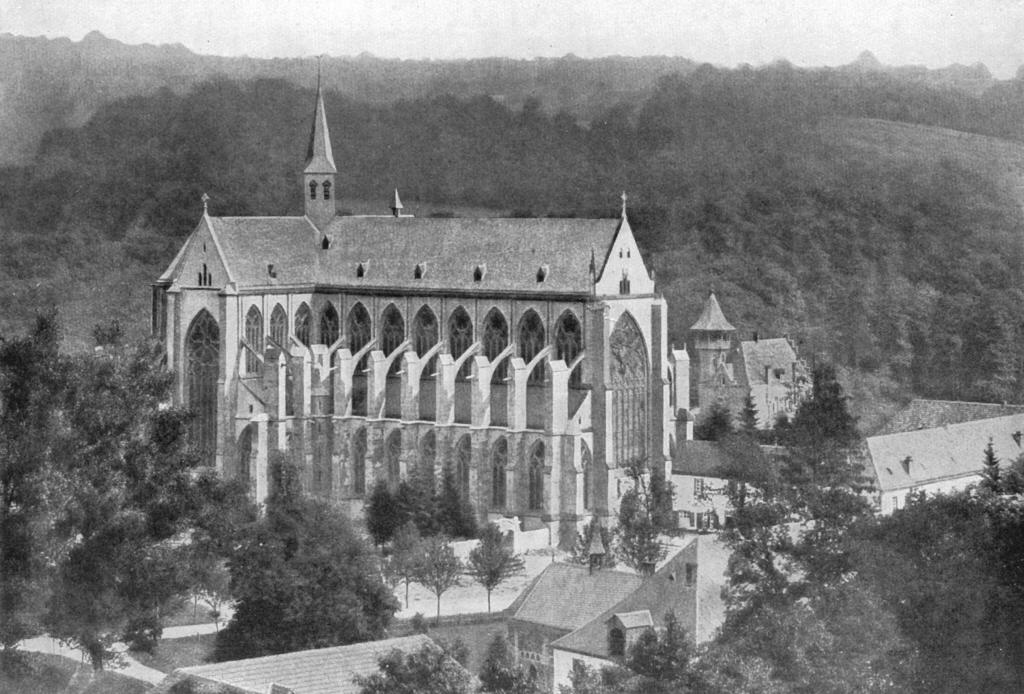
La cattedrale di Altenberg (ca. 1925), dove Stockhausen ricevette le prime lezioni di pianoforte

Karlheinz Stockhausen nacque a Burg Mödrath, castello che prende il nome dal villaggio in cui è situato e che funge da ospedale di maternità del distretto di Bergheim. Il villaggio, dislocato in prossimità di Kerpen, fu spostato nel 1956 per permettere l'estrazione della lignite pur conservandone il castello. Suo padre, Simon Stockhausen (1899–1945) era un insegnante e sua madre Gertrud Stupp (1900–1941) proveniva da una famiglia facoltosa. Sua sorella Katherina nacque nel 1929 e suo fratello Hermann-Josef nel 1932. La madre Gertrud, che suonava il pianoforte accompagnandolo con il proprio canto, dopo la nascita del terzo figlio, nel dicembre del 1932 fu internata in manicomio a causa di un crollo nervoso. Il piccolo Hermann-Josef morì pochi mesi dopo il ricovero della madre (Kurtz 1992, 8, 11, & 13).
Quando Karlheinz ebbe 7 anni, gli Stockhausen si trasferirono ad Altenberg dove ricevette le prime lezioni di pianoforte presso la cattedrale di Altenberg da Franz-Josef Kloth (Kurtz 1992, 14). Nel 1938 il padre si risposò con la governante di casa Luzia Nell, con cui ebbe due figli: Waltraud e Gerd. A causa della relazione poco felice con la donna, Karlheinz si trasferì alla pensione scolastica dell'Istituto magistrale di Xanten, dove continuò a studiare pianoforte ed iniziò a prendere lezioni di oboe e violino (Kurtz 1992, 18). Nella prima metà del 1942, apprese della morte della madre attribuita a leucemia. Era tuttavia opinione comune che la sua morte fosse il risultato della politica nazista di soppressione di persone affette da malattie genetiche e/o inguaribili (Stockhausen 1989a, 20–21; Kurtz 1992, 19). Stockhausen più tardi rappresenterà la morte della madre nel 1º atto del dramma Donnerstag aus Licht (Kurtz 1992, 213) nel 1981 al Teatro alla Scala di Milano.

### Gli studi
Stockhausen dal 1947 al 1951 studia pedagogia della musica e pianoforte alla Musikhochschule (conservatorio) di Colonia e scienza della musica, musicologia, germanistica e filosofia all'Università di Colonia. All'università si cimenta con l'armonia e con il contrappunto, e più tardi continua con Hermann Schroeder, ma non sviluppa un vero interesse per la composizione fino al 1950, anno in cui è ammesso nella classe del compositore svizzero Frank Martin, che aveva appena ottenuto una cattedra di sette anni a Colonia (Kurtz 1992, 28). Ai corsi estivi di Darmstadt nel 1951 Stockhausen incontra il compositore belga Karel Goeyvaerts, che aveva appena completato gli studi a Parigi con Olivier Messiaen (analisi) e con Darius Milhaud (composizione) e Stockhausen decide di seguirne i passi (Kurtz 1992, 34–36). Arriva a Parigi l'8 gennaio 1952 divenendo un assiduo frequentatore dei corsi di estetica ed analisi musicale di Messiaen e dei corsi di composizione di Milhaud. Continua con Messiaen per l'anno seguente, rimanendo deluso dai corsi di Milhaud, che abbandona dopo poche settimane (Kurtz 1992, 45–48). Nel marzo del 1953 lascia Parigi per un posto come assistente di Herbert Eimert all'Electronic Music Studio della Nordwestdeutscher Rundfunk (NWDR) (che dal 1. gennaio 1955 diverrà il WDR, acronimo di Westdeutscher Rundfunk) a Colonia (Kurtz 1992, 56–57). Nel 1962 prende il posto di Eimert come direttore dello studio (Morawska-Büngeler 1988, 19). Dal 1954 al 1956 studia fonetica, acustica e teoria di informazione con Werner Meyer-Eppler all'Università di Bonn (Kurtz 1992, 68–72). Dal 1955 al 1962 assieme a Eimert, Stockhausen pubblica il giornale Die Reihe (Grant 2001, 1–2).

### Carriera e vita successiva
Dal 1950 compone non solo creando nuove forme di musica ma anche inserendo nuovi segni innovativi nel campo della notazione musicale. Come docente universitario ed autore di numerose pubblicazioni sulla teoria della musica, attraverso le sue attività per la radio e grazie a più di 300 proprie composizioni che spesso hanno modificato il confine di quello che era considerato tecnicamente possibile, ha partecipato in modo significativo a modificare la musica del XX secolo. Mentre le sue prime composizioni, come per esempio Chöre für Doris, sono ancora tradizionali, negli anni cinquanta Stockhausen si volta verso la musica seriale (per esempio Kreuzspiel o Formel). È considerato in modo particolare uno dei fondatori della cosiddetta musica puntuale.

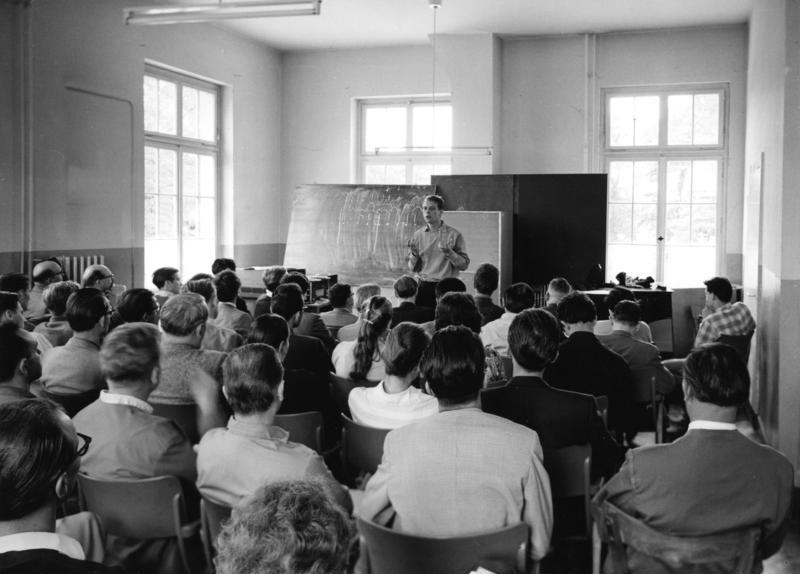
Lezioni di Stockhausen al 12º International Summer Courses for New Music a Darmstadt, 1957

Il 29 ottobre 1951 si sposa ad Amburgo con Doris Andrae dalla quale ha avuto quattro figli: Suja (1953), Christel (1956), Markus (1957) e Majella (1961). I due divorziano nel 1965; il 3 aprile 1967 Stockhausen si sposa a San Francisco con l'artista Mary Bauermeister dalla quale ha avuto due figli: Julika (1966) e Simon (1967), anch'esso compositore (Kurtz 1992, 141 & 149; Tannenbaum 1987, 95). La coppia divorzia nel 1972. Quattro dei sei figli divennero poi musicisti professionisti (Kurtz 1992, 202) e Karlheinz Stockhausen scrisse appositamente per loro alcune delle sue composizioni. Gran parte delle parti di tromba di Sirius (1975-76), la versione per tromba di In Freundschaft (1997) erano composte per il figlio Markus (Kurtz 1992, 208; Markus Stockhausen 1998, 13–16; Tannenbaum 1987, 61) che all'età di 4 anni aveva anche recitato la parte del bambino alla prima di Originale a Colonia alternandosi con la sorella Christel (Maconie 2005, 220). Klavierstück XII e Klavierstück XIII (e le loro versioni come scene delle opere Donnerstag aus Licht and Samstag aus Licht) erano scritte per la figlia Majella che le suonò la prima volta rispettivamente a 16 e 20 anni (Maconie 2005, 430 & 443; Stockhausen Texte 5:190, 255, 274; Stockhausen Texte 6:64, 373). Il duetto di sassofono nel secondo atto di Donnerstag aus Licht e un certo numero di parti di sintetizzatore nell'opera Licht, incluso il Klavierstück XV della Dienstag erano composte per Simon (Kurtz 1992, 222; Maconie 2005, 480 & 489; Stockhausen Texte 5:186, 529), che collaborò con il padre anche alla produzione delle parti elettroniche di Freitag aus Licht. Christel, che suonava il flauto suonò ed interpretò Tierkreis nel 1977 (Stockhausen Texte 5:105).

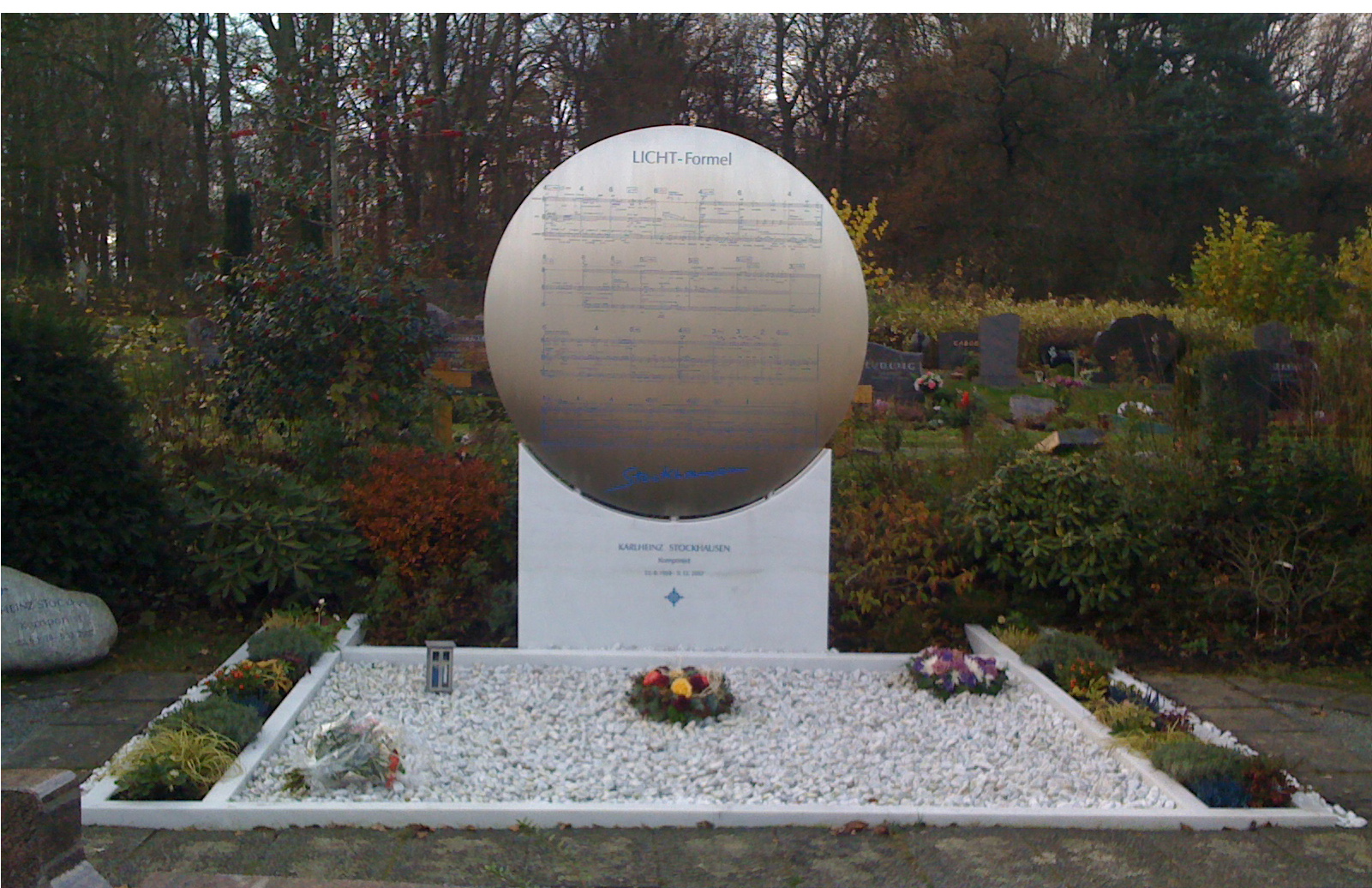
Monumento funebre della tomba di Karlheinz Stockhausen (fronte), Waldfriedhof, Kürten.

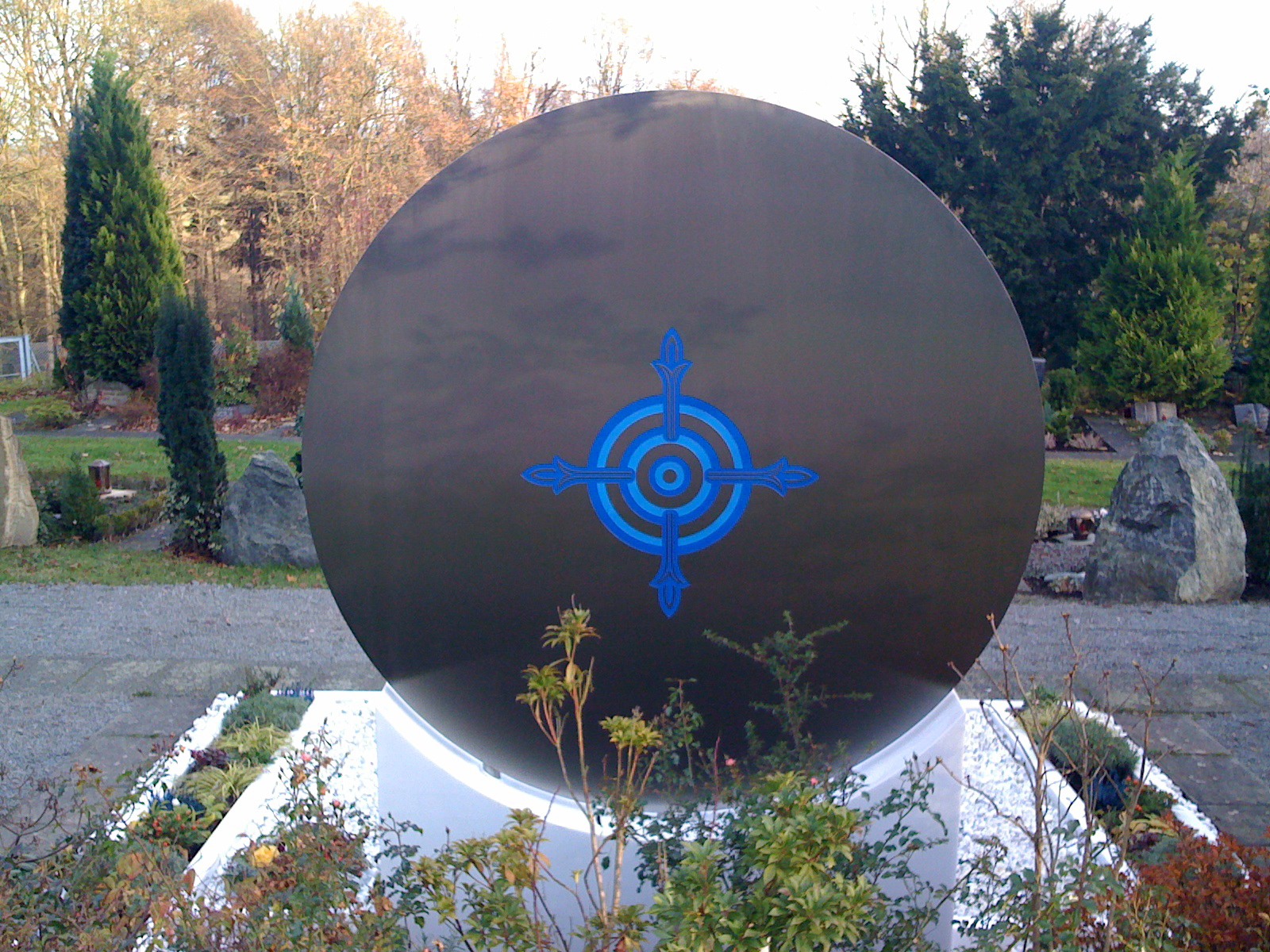
Monumento funebre della tomba di Karlheinz Stockhausen (retro)

Tra il 1953 ed il 1998 ha collaborato strettamente con lo "studio per la musica elettronica" della radio Westdeutscher Rundfunk per qualche tempo anche come direttore artistico e si è dedicato di più alla musica elettro-acustica. In questo studio di Colonia ha realizzato nel 1955 la sua opera centrale Gesang der Jünglinge im Feuerofen (canto della gioventù nella fornace ardente) ponendo un nuovo obiettivo nel campo della musica spaziale.
Nel 1961 acquistò un appezzamento di terreno nelle vicinanze di Kürten, ad est di Colonia e vi fece costruire una casa che disegnò l'architetto Erich Schneider-Wessling e che Stockhausen abitò dal 1965 (Kurtz 1992, 116–17, 137–38).
Importante fu anche l'attività nazionale ed internazionale come docente iniziata negli anni cinquanta. Conduce per molti anni i "corsi colonesi per la musica nuova". Karlheinz Stockhausen fu professore per composizione alla University of Pennsylvania prima e al conservatorio di Colonia fra il 1966-67 (Kramer 1998; Stockhausen-Verlag 2010, 2–3). È l'attrazione principale durante l'Esposizione Mondiale del 1970 ad Osaka con le sue composizioni nel padiglione tedesco. Da quel momento si concentra anche sulla conclusione di una delle opere liriche più voluminose della storia della musica con il titolo Licht (luce) che è praticamente finita. In quest'opera come anche in altre opere teatrali (per esempio Inori del 1973) Stockhausen cerca di collegare l'idea scenica con quella musicale in un'unità indivisibile.
Oltre al suo lavoro di compositore Stockhausen è attivo anche come direttore d'orchestra e manager culturale che inizia e realizza progetti. Dal 1991 pubblica per la casa editrice Stockhausen-Verlag la sua intera opera in un'edizione premiata sia come spartiti sia come CD. Nel 1996 è stato nominato dottore d'onore dell'Università di Berlino e nel 2001 ha ricevuto l'ufficioso premio Nobel della musica il Polar Music Prize.
Nonostante la sua ottima reputazione Stockhausen è considerato una persona controversa: il suo a volte eccentrico narcisismo è molto criticato dagli esperti. Espressioni in pubblico come «Sono stato istruito su Sirio e ci ritornerò anche se vivo ancora a Kürten» o riferito agli attentati dell'11 settembre 2001 «Questa è l'opera d'arte più grande mai esistita» (Stockhausen ha però precisato che quanto da lui detto era stato riportato in maniera ambigua e diffamatoria) hanno portato a consolidare un'immagine tipica di Stockhausen come artista metà genio metà folle.
È morto il 5 dicembre 2007 all'età di 79 anni a Kürten-Kettenberg; la sua morte è stata comunicata due giorni dopo tramite un comunicato stampa della Fondazione Stockhausen.

## Composizioni
Karlheinz Stockhausen scrisse più di 370 composizioni. Il suo lavoro come compositore si discosta spesso in maniera radicale dalla musica tradizionale. Alcuni autori che influenzarono Stockhausen furono Olivier Messiaen, Edgard Varèse e Anton Webern, ma non mancò di prendere ispirazione dal cinema (Stockhausen 1996b) e da artisti visivi come Piet Mondrian (Stockhausen 1996a, 94; Texte 3, 92–93; Toop 1998) e Paul Klee (Maconie 2005, 187).

### Gli anni cinquanta
Stockhausen iniziò a comporre seriamente solo durante il suo terzo anno di conservatorio (Kurtz 1992, 26–27). Le sue prime composizioni da studente rimasero sconosciute al pubblico fino al 1971, anno di pubblicazione di Chöre für Doris, di Drei Lieder concerto per contralto e orchestra da camera, e Choral concerto per coro a cappella (tutte e tre del 1950) e una Sonatina per Violino e pianoforte del 1951 (Maconie 1990, 5–6 and 11).
Nell'agosto del 1951, subito dopo la prima visita a Darmstadt, Stockhausen iniziò a lavorare a composizioni seriali atematiche in contrasto con le teorie e la tecnica di composizione dodecafonica di Arnold Schönberg (Felder 1977, 92). Le sue prime composizioni erano caratterizzate, come per altri compositori del periodo, dall'adesione alle teorie della Musica puntuale. Alcune composizioni di questo periodo sono Kreuzspiel (1951), il Klavierstücke I–IV (1952) e la prima versione mai pubblicata di Punkte e Kontra-Punkte. Il lavoro di questo periodo permise a Stockhausen di formulare i suoi primi contributi alla teoria e alla pratica della composizione (Toop 2005, 3), contributi che furono descritti pubblicamente per la prima volta nel dicembre del 1955 in un'intervista radiofonica dal titolo: Gruppenkomposition: Klavierstück I (Texte 1, 63–74).
Nel 1952 realizzò Konkrete Etüde presso lo studio di musica concreta di Pierre Schaeffer e nel 1953 si trasferisce al NWDR studio di Colonia iniziando a sperimentare con la musica elettronica con due Electronic Studies (1953 e 1954). Più tardi introdusse disposizioni spaziali delle sorgenti sonore mescolando suoni concreti e musica elettronica nel suo Gesang der Jünglinge (1955–56). Le esperienze acquisite nei diversi studi fecero maturare in lui l'idea che considerare i timbri delle entità stabili era un'inaccettabile semplificazione (Texte 1, 56). Nelle sue ricerche successive, compiute assieme a Meyer-Eppler rinforzò questa sua idea, formulando nuovi criteri "statistici" di composizione focalizzando l'attenzione sull'aleatorica, sulla direzione nei movimenti del suono. ("the change from one state to another, with or without returning motion, as opposed to a fixed state" Decroupet and Ungeheuer 1998, 98–99). Il lavoro di Stockausen negli anni successivi sarà volto alla descrizione ed applicazione di queste teorie che verrà definito come "The first revolution occurred from 1952/53 as musique concrète, electronic tape music, and space music, entailing composition with transformers, generators, modulators, magnetophones, etc; the integration of all concrete and abstract (synthetic) sound possibilities (also all noises), and the controlled projection of sound in space" (Stockhausen 1989b, 127; reprinted in Schwartz & Childs 1998, 374).

## Opere principali
- 1952 Kreuzspiel (per oboe, clarinetto basso, pianoforte e tre percussionisti) a Darmstadt diretta da Bruno Maderna
- 1952 Klavierstücke I-IV (per pianoforte)
- 1953 Kontra-Punkte
- 1955 Klavierstücke V-VIII (per pianoforte)
- 1956 Gesang der Jünglinge im Feuerofen (musica elettronica)
- 1956 Klavierstück XI (per pianoforte)
- 1957 Gruppen (per 3 orchestre) 1958 a Colonia (Germania) diretta da Stockhausen, Bruno Maderna e Pierre Boulez
- 1959 Zyklus (per un percussionista)
- 1960 Carré (per 4 cori e 4 orchestre)
- 1960 Kontakte (per pianoforte, percussioni e nastro magnetico) a Colonia (Germania) diretta da Pierre Boulez
- 1960 Telemusik (musica elettronica)
- 1961 Originale (teatro musicale)
- 1961 Klavierstücke IX-X (per pianoforte)
- 1964-65 Mikrophonie (per tam-tam e live-electronic)
- 1966 Telemusik (musica elettronica e concreta)
- 1969 Momente (per soprano, 4 cori e strumenti)
- 1967 Hymnen (musica elettronica e concreta)
- 1967 Prozession
- 1968 Stimmung (per 6 voci)
- 1968 Aus den sieben Tagen (15 pezzi per musica intuitiva)
- 1970 Mantra (per 2 pianoforti)
- 1974 Inori (per 1 o 2 solisti ed orchestra; Inori=preghiera in giapponese)
- 1976 Harlekin (per clarinetto)
- 1977 Der Jahreslauf
- 1977 Der kleine Harlekin (per clarinetto)
- 1981 Donnerstag (giovedì) da Licht ("Luce", una composizione per ogni giorno della settimana, circa 4 ore di musica per ciascun giorno)
- 1984 Samstag (sabato) da Licht
- 1988 Montag (lunedì) da Licht al Teatro alla Scala di Milano
- 1991 Dienstag (martedì) da Licht
- 1994 Freitag (venerdì) da Licht
- 1995 Klavierstück XVI (per pianoforte, sintetizzatore e musica elettronica)
- 1996 Mittwochs-Gruß (Il saluto del mercoledì) da Licht (musica elettronica e concreta)
- 1999 Klavierstück XVII (sintetizzatore e musica elettronica)
- 2002 Europa-Gruß
- 2003 Sonntag (domenica) da Licht
- 2004 Klavierstück XVIII (sintetizzatore)
- 2004 Himmelfahrt (Ascensione) da Klang ("Suono", progetto di musica elettronica dedicato alle 24 ore del giorno)
- 2005 Freude (Gioia) da Klang
- 2006 Natürliche Dauern 1-24 (Durate naturali 1-24) da Klang
- 2005 Himmels-Tür (Porta del Cielo) da Klang
- 2006 Harmonien da Klang
- 2007 Cosmic Pulses (Pulsazioni cosmiche) da Klang